# Parque nacional de Tongariro
El Parque nacional de Tongariro es el parque nacional más antiguo de Nueva Zelanda, situado en medio de la Isla Norte. Fue reconocido por la Unesco como uno de los lugares Patrimonio de la Humanidad de carácter mixto, porque mezcla cultura y naturaleza.
El parque nacional de Tongariro fue el cuarto Parque nacional establecido en el mundo. Las montañas volcánicas activas Ruapehu, Ngauruhoe y Tongariro se encuentran situadas en el centro del parque.
Hay varios sitios religiosos maoríes dentro en el parque. Muchas de las cumbres de montañas son denominadas tapu, una palabra que describe un lugar altamente sagrado.

## Geografía

### Situación y localización
El parque nacional de Tongariro cubre aproximadamente 795,98 km² que comprenden entre 175°22′ y 175°48′ E y 38°58′ y 39°25′ S en el corazón de la Isla Norte de Nueva Zelanda. Está a 330 km al sur de Auckland por carretera y a 320 km hacia el norte de Wellington. Está a unos kilómetros en dirección oesudoeste del lago Taupo. Ocupa una parte considerable de la Meseta Volcánica de la Isla Norte. Directamente en dirección este se encuentran las colinas de Kaimanawa. El río Whanganui, a través del parque nacional Whanganui, acaba en el oeste.
La mayor parte del parque está situado en el Distrito de Ruapehu (Región de Manawatu-Wanganui), aunque el noreste está en el Distrito de Taupo (Región de Waikato, o Región de Hawke's Bay, al norte).

### Dimensión
El parque nacional de Tongariro se extiende alrededor del macizo de los tres volcanes Monte Ruapehu, Monte Ngauruhoe y Monte Tongariro. La Reserva Escénica de Pihanga contiene el Lago Rotopounamu, el Monte Pihanga y el Monte Kakaramea, que, aunque se encuentra fuera del área principal del parque, es parte de él.
En las fronteras del parque están los pueblos de National Park Village y Ohakune. Algo más lejos están Turangi, Waiouru y Raetihi. Dentro de las fronteras del parque, los únicos asentamientos son la aldea base de turismo de Whakapapa y la aldea Iwikau, que está próximo a una pista de esquí y se basa solamente en la acomodación del esquí. El parque nacional de Tongariro está rodeado por carreteras en buen estado que siguen  su la frontera y proporcionan un buen acceso a este. Al oeste, la Autopista 4 accede al pueblo del parque nacional y al este, la Autopista 1, conocida por su imagen como Camino del Desierto, conduce paralelamente con el río Tongariro. La Autopista 47 une las dos carreteras al norte. La Autopista 49 las acopla al sur. La Vía Principal de ferrocarril de la isla Norte, desde Auckland hasta Wellington pasa por el pueblo del parque nacional.

### Clima
Al igual que en toda Nueva Zelanda, el parque nacional de Tongariro está situado en una zona templada. Los permanentes vientos del oeste llevan el agua al Mar de Tasmania. Como los volcanes del parque nacional de Tongariro son la elevación más significativa que los vientos encuentran en su paso por la Isla Norte, además del Monte Taranaki, llueve a diario. Las lluvias de este a oeste no son tan diferentes a las de los Alpes Sureños (Southern Alps), porque los tres volcanes no pertenecen al grupo de grandes montañas y el viento pasea por los embudos de las cumbres. En la aldea Whakapapa (1119m) la precipitación anual media ronda los 2200 mm, en Ohakune (610m) ronda los 1250 mm y en lugares más altos, como la aldea Iwikau (1770m), ronda los 4900 mm. En invierno hay nieve en una cota de 1500 m. La temperatura varía drásticamente, incluso en el mismo día. En Whakapapa pueden estar a temperaturas bajo cero todo el año. La temperatura media es de 13 °C, con unas máximas de 25 °C en verano y unas mínimas de -10 °C en invierno. Durante algunos veranos, las cumbres de los tres volcanes están cubiertas de nieve; en la cima del Monte Ruapehu, la nieve puede encontrarse durante todo el verano y la cima está helada.

## Historia
Las cumbres de las montañas son muy significativas para el maorí local.
Para prevenir la explotación de las montañas por parte de inmigrantes europeos, Te Heuheu Tukino IV (Horonuku), el jefe más importante del Māori Ngati Tuwharetoa iwi (o clan), fundó el corazón del actual parque nacional, compuesto por los picos del Monte Tongariro, Monte Ngauruhoe y parte del Monte Ruapehu, a The Crown el 23 de septiembre de 1887, con la condición de que ésta fuese un área protegida. Estos 26,4 km² de área eran considerados generalmente demasiado pequeños para establecer allí un parque nacional tras el modelo del parque nacional de Yellowstone, en Wyoming (EE. UU.), y más tarde las áreas fueron compradas. Cuando el Parlamento de Nueva Zelanda dio el Acta del parque nacional de Tongariro en octubre de 1894, el parque cubría un área de alrededor de 252,13 km², pero no se consiguió adquirir el terreno hasta 1907. Cuando el Acta fue renovada en 1922, el área del parque se amplió a 586,8 km². Otras extensiones, en especial la Pihanga Scenic Reserve en 1975, agrandaron el parque a su tamaño actual de 795,98 km². La última modificación del Acta se realizó en 1980. El parque nacional de Tongariro ha estado bajo vigilancia del Departamento de Conservación de Nueva Zelanda desde la creación de dicho departamento en 1987.
Las primeras actividades llevadas a cabo en el joven parque nacional de Tongariro fueron la construcción de casetas turísticas a principios del siglo veinte. Pero esto no sucedió antes que la apertura del ferrocarril, en 1908, y la construcción de carreteras en los años treinta, que hizo que un importante número de gente visitara el parque. La segunda Acta del parque nacional de Tongariro, en 1922, comenzó algunos esfuerzos activos de conservación, pero hasta 1931 no comenzó a trabajar el primer guardabosques permanente en el parque. La construcción de caminos en el valle Whakapapa ya había comenzado en los años veinte. La primera casa de esquí fue construida en 1923 a una altitud de 1770 m, después un camino y, en 1938, un funicular en el área. Este temprano desarrollo turístico explica la existencia de algo poco frecuente: una aldea permanentemente habitada y una completa área desarrollada de esquí dentro de un parque nacional. El hotel Chateau Tongariro', que hoy sigue siendo el centro de Whakapapa, fue construido en 1929.
A principios del siglo veinte, los administradores introdujeron el brezo en el parque, para la caza del urogallo. Realmente, el urogallo nunca fue introducido, pero el brezo se está asentando, amenazando el sistema ecológico y las plantas endémicas del parque. Se están haciendo esfuerzos para controlar la extensión de la planta; no obstante, la erradicación completa parece improbable.

## Sistema Eléctrico de Tongariro
El Sistema Eléctrico de Tongariro (Tongariro Power Scheme) fue diseñado para preservar y proteger los alrededores naturales lo máximo posible. Éste recolecta el agua de las montañas de la meseta volcánica central, pasando por las centrales eléctricas de Rangipo (120MW) y Tokaanu (240MW), acabando en el lago Taupo. El sistema ocupa un área de más de 2600 km² y utiliza una serie de lagos, canales y túneles que llevan el agua a dos estaciones que generan normalmente 1400 GWh pa., cerca del cuatro por ciento de la producción total de electricidad del país.
La vertiente occidental lleva el agua de seis ríos y corrientes del río Whakapapa al río Whanganui, en el lago Rotoaira vía el lago Otamangakau. La central eléctrica de Tokaanu está conectada al lago Rotoaira mediante seis kilómetros de túnel a través del Monte Tihia. También lleva el agua desde el río Tongariro mediante el túnel y canal de Poutu.
En la cara este del Monte Ruapehu, el agua se deriva desde los montes Kaimanawa y de las entrañas del río Wahianoa a través de un túnel de 20 km en la presa de Rangipo. La central eléctrica de 120MW de Rangipo está a 230 m bajo tierra. Sus turbinas están situadas en una caverna excavada en roca sólida y alineada. La Genesis Energy ha tomado medidas de mitigación con tenedores de apuestas que intentarán disminuir los efectos mediambientales del Sistema Eléctrico de Tongariro. Algunas de estas medidas incluyen el allanamiento del lago, programas de supervisión ecológica y acuerdos con el iwi (clan) local para establecer un proceso para la implicación del iwi en el control del medio ambiente y tener acceso a la información disponible. La electricidad generada por el Sistema Eléctrico de Tongariro va al ámbito nacional. Se distribuye a los residentes, comerciales e industriales a través de Nueva Zelanda.

## Geología

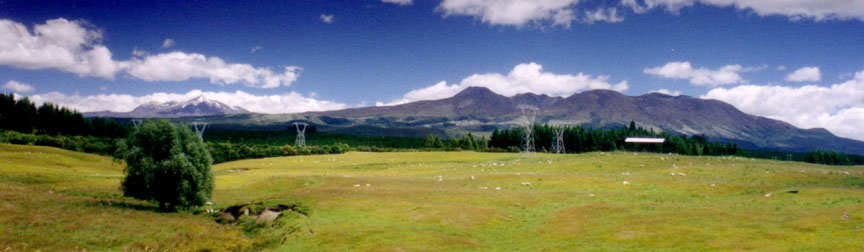
Los tres volcanes: con cumbre nevada, Ruapehu (izquierda), el cónico Ngauruhoe (centro) y de amplia base, Tongariro (derecha).

Los volcanes Tongariro, Ngauruhoe y Ruapehu se encuentran al sur del término de 2500 km de una larga cadena de volcanes, debajo de los cuales se halla la placa Indo-Australiana limitando con la placa Pacífica. Estos volcanes son el resultado de un proceso tectónico interno. La placa Pacífica subduce bajo la placa Indo-Australiana y, en consecuencia, se derriten debido a las altas temperaturas de la astenosfera. Este magma es poco denso, asciende a la superficie y pasa a través de las partes más débiles de la corteza terrestre (las fallas), obteniéndose como resultado los procesos volcánicos en la zona. Los procesos volcánicos han causado el levantamiento de las montañas del parque nacional de Tongariro desde hace más de dos millones de años.

## Biología

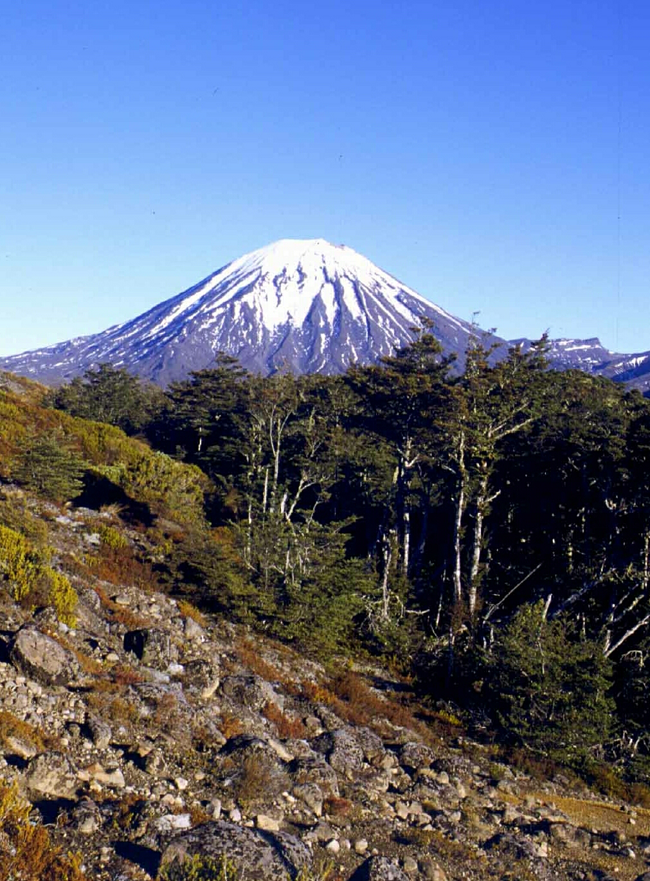
Bosque meridional de hayas en las lomas del Monte Ruapehu.

### Flora
El parque nacional de Tongariro tiene un ambiente áspero y, en parte, inestable. Al norte y al oeste del parque, un bosque tropical de podocarpus cerca del lago Taupo abarca un área de 30 km² y se eleva a unos 1000 m. En este bosque subtropical habita el totara de Hall (Podocarpus hallii), el kahikatea (Podocarpus dacrydioides), el kamahi (Pterophylla racemosa), el pahautea (Libocedrus bidwillii), y números helechos epifitos, orquídeas y hongos. Los árboles de Pahautea se pueden encontrar más lejos, a una altitud de 1530 m, donde cubren 127,3 km². En este nivel, podemos encontrar 50 km² de bosque de hayas, contando con la roja (Nothofagus fusca), la plateada (Nothofagus menziesii) y la haya de montaña (Nothofagus solandri var. cliffortioides). Existe también un área de 95 km² de matorral, contando con el kanuka (Leptospermum ericoides), el manuka (Leptospermum scoparium), pino australiano o pino de copa acelerada (Phyllocladus aspleniifolius), inaka (Dracophyllum longifolium), el musgo lanoso (Rhacomitrium lanuginosum), hayas pequeñas y el brezo introducido. En el noroeste, y alrededor del Monte Ruapehu, entre alturas de 1200 y 1500 m, la hierba cubre grandes zonas (alrededor de 150 km²), constando principalmente de la hierba rubra roja de Nueva Zelanda (Chionochloa rubra), inaka, neinei rizada (Dracophyllum recurvum), junco alambrado (Empodisma minus) y el junco de pantano (Schoenus pauciflorus), así como brezo y hierbas como los matrojos (Festuca novaezelandiae) y bluegrass (Poa colensoi). Sobre 1500 m, el terreno se compone de campos de grava y piedra y es, por consiguiente, inestable. Sin embargo, algunas plantas crecen aquí de vez en cuando como, por ejemplo, el neinei encrespado, el totara de nieve (Podocarpus nivalis), snowberry de montaña (Gaultheria colensoi), hierba encrespada (Rytidosperma setifolium), bluegrass y Raoulia albosericea, que cubren una zona de 165 km². Entre los 1700 y los 2020 m hay algunas especies aisladas de parahebe, Gentiana gellidifolia y ranúnculos. Sobre los 2200 m solamente hay líquenes de roca.

### Fauna
Existen 9956 especies significativas de pájaros, tales como las raras especies endémicas como el kiwi marrón de la Isla Norte, kākā, el pato azul, el fernird ("pájaro de helechos") de la Isla Norte (Bowdleria punctata vealeae), el chorlito de doble collar (Charadrius bicinctus) y karearea. Otras especies de aves comunes en el parque son el tui, el pájaro campana de Nueva Zelanda, el búho del sur, la curruca gris (Gerygone igata), el fantail y el ojo-plateado. El parque también cuenta con los dos únicos mamíferos nativos de Nueva Zelanda, el murciélago de cola corta y de cola larga (Mystacina tuberculata y Chalinolobus tuberculatus). El parque nacional de Tongariro también cuenta con insectos como polillas y wetas (saltamontes, grillos, etcétera). También se presentan en el parque, así como en toda Nueva Zelanda, animales introducidos por europeos, como las ratas negras, las comadrejas, los gatos, los conejos, las liebres, las zarigüeyas y los ciervos rojos.

## Actividades

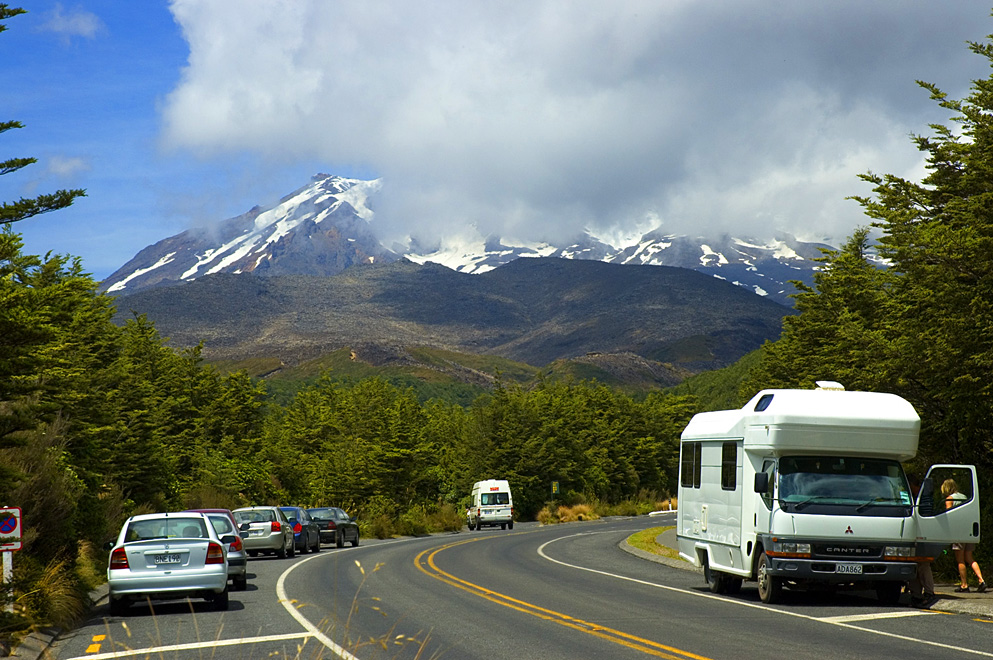
Ruapehu visto desde la aldea Whakapapa, parque nacional de Tongariro. Esta carretera sube a la aldea Iwikau, que proporciona el acceso a las pistas de esquí.

Las actividades principales en verano son la excursión y el montañismo, y en invierno, el esquí y el snowboarding. También hay tiempo para la caza, la pesca, ciclismo de montaña, montar a caballo, hacer  rafting y vuelos acrobáticos.
El tramo más conocido en el parque nacional de Tongariro es el que pertenece a la Travesía del Tongariro (Tongariro Crossing). La mayor parte del tramo forma parte también del Circuito Norte de Tongariro (Tongariro Northem Circuit), un trayecto de dos a cuatro días que es una de las nueve Grandes Caminatas (Great Walks) de Nueva Zelanda. Los ascensos por las cumbres de los montes Tongariro y Ngauruhoe se encuentran en estos tramos y pueden realizarse. Otra ruta, de tres a seis días, es la llamada Round the Mountain Track, alrededor del Monte Ruapehu. Aparte de éstas, hay muchas rutas cortas apropiadas para caminar durante un día. Con esta red de rutas, tres cámpines, dos recintos de emergencia, nueve cabañas públicas y cuatro privadas y las instalaciones en Whakapapa, el parque está bien dotado para el turismo. Los tramos también sirven como rutas de invierno, como el tramo a la cumbre del Monte Ruapehu. La escalada también es otra opción. La estación de nieve se comprende desde finales de julio a principios de noviembre. La zona más amplia de esquí, también llamada Whakapapa, se encuentra en la parte occidental del Monte Ruapehu. Tiene 15 niveles de elevación, ocupando una zona de 55 km². Justamente al lado de la estación de esquí se encuentran las 47 cabañas del club de esquí; la mayor parte de ellas también albergan a personas que no son miembros del club. El siguiente establecimiento se encuentra abajo, en Whakapapa. Una pista de esquí algo más pequeña llamada Turoa, que se encuentra en la parte sudoeste. Aunque solamente tiene nueve niveles de elevación, la zona de esquí, de 50 km², es casi tan grande como Whakapapa. No hay asentamientos en la zona de esquí; la ciudad más cercana es Ohakune. Las dos pistas de esquí se crearon en el año 2000. Los tickets de entrada se pueden utilizar para ambas pistas y se planea una unión entre ellas. Junto a estas importantes pistas de esquí se encuentra también la zona de esquí de Tukino, que lleva un funcionamiento privado por parte del Club de Esquí Alpino Desértico (Desert Alpine Ski Club), y el Club de Esquí de Aorangi (Aorangi Ski Club), en la zona sudeste. Cuenta con dos estructuras de telesillas y ocupa 1,9 km².